# Hyla stercoracea
Espèce
"Hyla" stercoracea est une espèce d'amphibiens de la famille des Hylidae du Brésil dont la position taxonomique est incertaine (Incertae sedis).

## Publication originale
- Spix, 1824 : Animalia nova sive species novae testudinum et ranarum, quas in itinere per Brasiliam annis 1817-1820 (texte intégral)